# Verbascum salmoneum
Verbascum salmoneum är en flenörtsväxtart som beskrevs av Troitzky. Verbascum salmoneum ingår i släktet kungsljus, och familjen flenörtsväxter. Inga underarter finns listade i Catalogue of Life.